# Ola Eriksson (journalist)
Ola Eriksson, född 1949, är en svensk journalist och chefredaktör.
Eriksson inleddes journalistkarriären som 15-åring i Kramfors med att skriva sportreferat för Västernorrlands Allehanda. Han kom senare till Nya Norrland. Han har även arbetat i Sollefteå. Sedermera blev han redaktionschef på Nya Norrland.
Vid millennieskiftet slogs VA och NN ihop till Tidningen Ångermanland (TÅ) och Eriksson blev chefredaktör för den sammanslagna tidningen.
År 2006 samordnades TÅ med Örnsköldsviks Allehanda och Eriksson blev chefredaktör för båda tidningarna. Han slutade som chefredaktör i maj 2008. Efter att ha arbetat med att dokumentera den ångermanländska presshistorien gick han i pension i januari 2009.
Ett kort tid var Eriksson bandyspelare för Sandslåns SK.